# Charlotte Heidenreich von Siebold

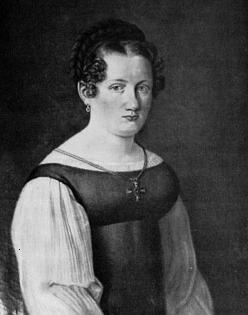
Charlotte Heidenreich 1820. Stich von Franz Hubert Müller.

Marian Theodore Charlotte Heidenreich von Siebold (* 12. September 1788 in Heiligenstadt; † 8. Juli 1859 in Darmstadt) war eine deutsche Geburtshelferin. Sie gilt als erste Frauenärztin Deutschlands.

## Leben

### Herkunft und Ausbildung
Charlotte war das erste Kind des Regierungsrats Georg Heiland und seiner Frau (Regina) Josepha. Als Georg Heiland starb, heiratete Josepha Heiland (Johann Theodor) Damian von Siebold (1769–1828), den als „Starstich“-Operateur bekannten Stadt- und Amtsarzt von Darmstadt aus Göttingen und Sohn von Carl Caspar von Siebold. Damian von Siebold adoptierte Charlotte und ihre Schwester Therese, beide erhielten seinen Nachnamen. Um das Familieneinkommen aufzubessern, arbeitete Josepha von Siebold in der Praxis ihres Mannes. Später studierte sie sogar Medizin und erhielt 1815 die Ehrendoktorwürde der Entbindungskunst.
Charlotte interessierte sich für Medizin und las in den Büchern des Vaters über Anatomie und Physiologie. Später erhielt sie vom Vater theoretischen Unterricht und von der Mutter praktische Unterweisungen, der Schwerpunkt lag aber in der Geburtshilfe. 1811 ging Charlotte nach Göttingen und hatte dort Gelegenheit, privatissime Vorlesungen von Osiander und Langenbeck zu hören. 1814 legte Charlotte vor dem Großherzoglichen Medicinal-Collegium in Darmstadt die Prüfung als Geburtshelferin ab und durfte von da ab Geburtshilfe ausüben. Am 26. März 1817 wurde sie in Gießen mit der Arbeit Ueber die Schwangerschaft außerhalb der Gebärmutter und über Bauchhöhlenschwangerschaft insbesondere zur „Doktorin der Geburtshilfe“ (Dr. art. obstetr.) promoviert.

### Berufliches Wirken
Charlotte von Siebold ging zurück nach Darmstadt und arbeitete dort in der Entbindungsanstalt ihrer Eltern. Sie gab Unterricht für Hebammen und kümmerte sich aufopferungsvoll um Arme, außerdem sammelte sie Geld für das Darmstädter Bürgerhospital. 1829 heiratete sie den 14 Jahre jüngeren Militärarzt August Heidenreich (1801–1880), der später Generalstabsarzt wurde. 1845 gründete sie in Darmstadt eine Einrichtung zur Geburtshilfe für arme Bürgerinnen.
Charlotte Heidenreich genannt von Siebold genoss einen ausgezeichneten Ruf als Geburtshelferin und wurde mehrfach zu Geburten an verschiedene Fürstenhöfe gerufen. So half sie sowohl Victoire, Herzogin von Kent, der Mutter der späteren Königin Victoria, als auch Herzogin Luise Sachsen-Coburg und Gotha, der Mutter des späteren Ehemanns der Königin Victoria, Prinzgemahl Albert, bei den Geburten ihrer jeweiligen Kinder.

## Ehrungen
Am 9. Juni 1854, dem Geburtstag  Großherzog Ludwigs III. von Hessen und bei Rhein, wurde ihr als einziger Frau das Ritterkreuz des Verdienstordens Philipps des Großmütigen verliehen.
In Darmstadt ist die Heidenreichstraße nach ihr benannt. Die nach ihrem Tode in Darmstadt gegründete Heidenreich-von Sieboldsche Stiftung zur Unterstützung von armen Wöchnerinnen ging später in der Darmstädter Stiftung für Wohltätigkeitszwecke auf. Die medizinische Fakultät der Universität Göttingen legt seit 2006 das Heidenreich von Siebold Programm zur Förderung von Wissenschaftlerinnen auf.
Der nach ihr benannte „Charlotte Heidenreich von Siebold Preis“ wird alle zwei Jahre von der Entega-Stiftung verliehen.